# Kóstas Eleftherákis
Kóstas Eleftherákis (en grec moderne : Κώστας Ελευθεράκης), est un footballeur grec né le 18 juillet 1950 à Athènes. Il évoluait au poste de milieu.

## Biographie

### En club
Kóstas Eleftherákis est d'abord joueur du Fostiras FC de 1966 à 1968,,,.
Il devient joueur du Panathinaïkos en 1968,.
Avec le Panathinaïkos, il est Champion de Grèce à quatre reprises en 1969, 1970, 1972 et en 1977. Il remporte également deux Coupes de Grèce en 1969 et en 1977,.
Kóstas Eleftherákis dispute la finale de la Coupe des clubs champions en 1971. Le Panathinaïkos perd la finale contre l'Ajax Amsterdam sur le score de 0-2,.
Il rejoint le club de l'AEK Athènes en 1980,.
Kóstas Eleftherákis ne reste qu'une unique saison avec l'AEK et retrouve le Fostiras FC dès 1981,.
Là encore, il ne représente Fostiras qu'une saison et raccroche définitivement les crampons en 1982,.
Au total, en compétitions européennes, il dispute 11 matchs de Coupe des clubs champions pour 2 buts marqués et 8 matchs de Coupe des villes de foire/Coupe UEFA. Il joue également deux rencontres en Coupe intercontinentale

### En équipe nationale
International grec, il reçoit 33 sélections pour 5 buts marqués en équipe de Grèce entre 1969 et 1977,.
Il joue son premier match en équipe nationale le 12 mars 1969 contre Israël (match nul 3-3 à Tel-Aviv) en amical.
Kóstas Eleftherákis dispute des matchs de qualifications pour la Coupe du monde 1970, pour l'Euro 1972, pour la Coupe du monde 1974, pour l'Euro 1976 et pour la Coupe du monde 1978 mais sans jamais disputer la phase finale d'une grande compétition.
Son dernier match a lieu le 28 mai 1977 contre la Hongrie (défaite 0-3 à Budapest) dans le cadre des qualifications pour la Coupe du monde 1978.

## Palmarès
Panathinaïkos
| - Championnat de Grèce (4) : - Champion : 1968-69, 1969-70, 1971-72 et 1976-77. - Vice-champion : 1973-74. - Coupe de Grèce (2) : - Vainqueur : 1968-69 et 1976-77. - Finaliste : 1971-72 et 1974-75. |  | - Coupe des clubs champions : - Finaliste : 1970-71. |